# Dysosma difformis
Dysosma difformis là một loài thực vật có hoa trong họ Hoàng mộc. Loài này được (Hemsl. & E.H.Wilson) T.H.Wang mô tả khoa học đầu tiên năm 1979.